# Higashiizu, Shizuoka
Higashiizu (東伊豆町 Higashiizu-chō) là thị trấn thuộc huyện Kamo, tỉnh Shizuoka, Nhật Bản. Tính đến ngày 1 tháng 10 năm 2020, dân số ước tính thị trấn là 11.448 người và mật độ dân số là 150 người/km2. Tổng diện tích thị trấn là 77,83 km2.

## Địa lý

### Đô thị lân cận
- Shizuoka
  - Itō
  - Izu
  - Kawazu

### Khí hậu
| Dữ liệu khí hậu của Inatori, Higashiizu  | Dữ liệu khí hậu của Inatori, Higashiizu | Dữ liệu khí hậu của Inatori, Higashiizu | Dữ liệu khí hậu của Inatori, Higashiizu | Dữ liệu khí hậu của Inatori, Higashiizu | Dữ liệu khí hậu của Inatori, Higashiizu | Dữ liệu khí hậu của Inatori, Higashiizu | Dữ liệu khí hậu của Inatori, Higashiizu | Dữ liệu khí hậu của Inatori, Higashiizu | Dữ liệu khí hậu của Inatori, Higashiizu | Dữ liệu khí hậu của Inatori, Higashiizu | Dữ liệu khí hậu của Inatori, Higashiizu | Dữ liệu khí hậu của Inatori, Higashiizu | Dữ liệu khí hậu của Inatori, Higashiizu |
| Tháng                                    | 1                                       | 2                                       | 3                                       | 4                                       | 5                                       | 6                                       | 7                                       | 8                                       | 9                                       | 10                                      | 11                                      | 12                                      | Năm                                     |
| ---------------------------------------- | --------------------------------------- | --------------------------------------- | --------------------------------------- | --------------------------------------- | --------------------------------------- | --------------------------------------- | --------------------------------------- | --------------------------------------- | --------------------------------------- | --------------------------------------- | --------------------------------------- | --------------------------------------- | --------------------------------------- |
| Cao kỉ lục °C (°F)                       | 20.5 (68.9)                             | 24.0 (75.2)                             | 25.7 (78.3)                             | 28.8 (83.8)                             | 31.1 (88.0)                             | 34.9 (94.8)                             | 35.6 (96.1)                             | 36.4 (97.5)                             | 34.8 (94.6)                             | 31.6 (88.9)                             | 25.5 (77.9)                             | 23.5 (74.3)                             | 36.4 (97.5)                             |
| Trung bình ngày tối đa °C (°F)           | 10.6 (51.1)                             | 11.2 (52.2)                             | 13.9 (57.0)                             | 18.2 (64.8)                             | 22.0 (71.6)                             | 24.4 (75.9)                             | 28.3 (82.9)                             | 29.7 (85.5)                             | 26.5 (79.7)                             | 21.8 (71.2)                             | 17.4 (63.3)                             | 13.0 (55.4)                             | 19.8 (67.6)                             |
| Trung bình ngày °C (°F)                  | 6.9 (44.4)                              | 7.2 (45.0)                              | 10.0 (50.0)                             | 14.2 (57.6)                             | 18.1 (64.6)                             | 21.0 (69.8)                             | 24.8 (76.6)                             | 26.0 (78.8)                             | 23.2 (73.8)                             | 18.7 (65.7)                             | 14.1 (57.4)                             | 9.5 (49.1)                              | 16.1 (61.1)                             |
| Tối thiểu trung bình ngày °C (°F)        | 3.9 (39.0)                              | 4.0 (39.2)                              | 6.5 (43.7)                              | 10.7 (51.3)                             | 14.9 (58.8)                             | 18.4 (65.1)                             | 22.2 (72.0)                             | 23.4 (74.1)                             | 20.8 (69.4)                             | 16.2 (61.2)                             | 11.4 (52.5)                             | 6.5 (43.7)                              | 13.2 (55.8)                             |
| Thấp kỉ lục °C (°F)                      | −2.8 (27.0)                             | −4.1 (24.6)                             | −0.9 (30.4)                             | 1.6 (34.9)                              | 7.2 (45.0)                              | 12.2 (54.0)                             | 14.7 (58.5)                             | 17.7 (63.9)                             | 13.3 (55.9)                             | 8.2 (46.8)                              | 2.8 (37.0)                              | −1.6 (29.1)                             | −4.1 (24.6)                             |
| Lượng Giáng thủy trung bình mm (inches)  | 87.1 (3.43)                             | 123.7 (4.87)                            | 208.1 (8.19)                            | 236.8 (9.32)                            | 222.9 (8.78)                            | 298.1 (11.74)                           | 281.8 (11.09)                           | 183.8 (7.24)                            | 249.8 (9.83)                            | 227.1 (8.94)                            | 153.8 (6.06)                            | 84.7 (3.33)                             | 2.357,6 (92.82)                         |
| Số ngày giáng thủy trung bình (≥ 1.0 mm) | 6.8                                     | 7.3                                     | 11.0                                    | 10.7                                    | 11.1                                    | 13.6                                    | 11.9                                    | 8.8                                     | 11.8                                    | 11.2                                    | 8.8                                     | 7.3                                     | 120.3                                   |
| Số giờ nắng trung bình tháng             | 189.4                                   | 180.5                                   | 182.9                                   | 194.0                                   | 192.1                                   | 130.1                                   | 165.8                                   | 218.8                                   | 167.9                                   | 161.1                                   | 167.1                                   | 189.5                                   | 2.139,1                                 |
| Nguồn: Cục Khí tượng Nhật Bản            |                                         |                                         |                                         |                                         |                                         |                                         |                                         |                                         |                                         |                                         |                                         |                                         |                                         |

## Giao thông

### Đường sắt
- - Tuyến Izu Kyūkō
  - Izu-Ōkawa - Izu-Hokkawa - Izu-Atagawa - Katase-Shirata - Izu-Inatori

### Đường bộ
- Quốc lộ 135